# Šegova vas
Šegova vas este o localitate din comuna Loški potok, Slovenia, cu o populație de 120 de locuitori.